# Thadsakorn Songkongduangdee
Thadsakorn Songkongduangdee (thailändisch ธรรศกร ทรงคงดวงดี; * 1. September 2000), auch als Meng bekannt, ist ein thailändischer Fußballspieler.

## Karriere
Thadsakorn Songkongduangdee steht seit 2021 beim Nongbua Pitchaya FC unter Vertrag. Der Verein aus Nong Bua Lamphu spielte in der zweiten thailändischen Liga, der Thai League 2. Sein Zweitligadebüt gab er am 24. Februar 2021 im Heimspiel gegen den Samut Sakhon FC. Hier wurde er in der 59. Minute für Lursan Thiamrat eingewechselt. Im März 2021 feierte er mit Nongbua die Zweitligameisterschaft und den Aufstieg in die erste Liga. Nach dem Aufstieg verließ er den Verein und schloss sich dem Drittligisten Udon United FC. Mit dem Verein aus Udon Thani spielte er achtmal in der North/Eastern Region der Liga. Nach der Saison wechselte er im Sommer 2022 zu dem in der Western Region spielenden Samut Songkhram FC. Hier bestritt er 19 Ligaspiele. Am Ende der Saison wurde er mit dem Verein Vizemeister der Region. In den Aufstiegsspielen zur zweiten Liga konnte man sich jedoch nicht durchsetzen. Zu Beginn der Saison 2023/24 wechselte er im August 2023 zum Erstligaabsteiger Lampang FC. Nach 19 Einsätzen in zweiten wurde sein Vertrag im Dezember 2024 nicht verlängert. Den Rest der Saison spielte er mit der Mannschaft des Pitchaya Bundit College in der vierten Liga, der Thailand Semi-Pro League. Hier bestritt er in der North/Eastern Region acht Ligaspiele. Im Sommer 2024 nahm ihn der Drittligist Udon United FC unter Vertrag. Mit dem Verein aus Udon Thani spielt er in der North/Eastern Region der dritten Liga.

## Erfolge
Nongbua Pitchaya FC
- Thailändischer Zweitligameister: 2020/21  ▲